# Ajin – Demi-Human
Ajin – Demi-Human (jap. 亜人) ist eine Mangaserie von Gamon Sakurai, die seit 2012 in Japan erscheint. 2016 erfolgte die Ausstrahlung einer 26 Episoden umfassenden Anime-Fernsehserie. Zwischen 2015 und 2016 wurde eine Kinofilm-Trilogie veröffentlicht.

## Inhalt
Bereits seit 17 Jahren sind auf der Welt immer wieder Unsterbliche aufgetaucht, die Ajin genannt, von der Menschheit verfolgt und für Experimente gefangen genommen werden. Der Oberschüler Kei Nagai wird bei einem Unfall überfahren, stirbt aber nicht, sondern entdeckt, dass auch er ein Ajin ist. Von da an wird er von vielen Menschen gejagt – vor allem von der Regierung, die Experimente an Ajin durchführt.

## Veröffentlichung
Die Serie erschien in Japan vom 6. Juli 2012 bis 5. Februar 2021 im Magazin good! Afternoon des Verlags Kodansha. Bei den ersten Kapiteln schrieb noch Tsuina Miura die Geschichte, während Gamon Sakurai nur zeichnete. Später übernahm Sakurai die Serie allein. Die Kapitel wurden auch in 17 Sammelbänden veröffentlicht.
Eine deutsche Übersetzung von Claudia Peter erschien von Juni 2015 bis Dezember 2021 vollständig bei Egmont Manga. Eine englische Fassung wird von Crunchyroll online veröffentlicht. Norma Editorial bringt den Manga auf Spanisch heraus und Tong Li Publishing auf Chinesisch.

## Anime
Eine Anime-Film-Trilogie wurde in Japan produziert. Der erste Film, Ajin – Shōdō (亜人 -衝動-) kam am 27. November 2015 in die japanischen Kinos. Die Regie bei allen drei Filmen führt Hiroaki Ando. Der zweite Teil, Ajin – Shōtotsu (亜人 -衝突-), startete am 6. Mai 2016, der dritte Film mit dem Titel 	Ajin – Shōgeki (亜人 -衝戟-) am 23. September 2016.
Eine Adaption als 13-teilige Anime-Fernsehserie wurde vom 16. Januar bis 9. April 2016 nach Mitternacht (und damit am vorigen Fernsehtag) auf TBS ausgestrahlt, sowie mit bis zu einem Tag Versatz auch auf Mainichi Hōsō, CBC und BS-TBS. Vom 8. Oktober bis 24. Dezember 2016 folgte eine zweite Staffel mit weiteren 13 Folgen auf TBS sowie mit Versatz auch auf Mainichi Hōsō und BS-TBS.
Netflix lizenzierte die Serie außerhalb Japans und bietet sie seit April 2016 mit japanischer, deutscher, englischer, französischer sowie spanischer Synchronisation als Stream an. Zusätzlich ist die Serie in diesen Sprachen sowie auf italienisch auch in japanischer Fassung mit Untertiteln verfügbar.

### Synchronisation
| Rolle           | japanischer Sprecher (Seiyū) | Deutscher Sprecher |
| --------------- | ---------------------------- | ------------------ |
| Kei Nagai       | Mamoru Miyano                | Patrick Baehr      |
| Izumi Shimomura | Mikako Komatsu               | Nicole Hannak      |
| Kaito           | Yoshimasa Hosoya             | Till Völger        |
| Kōji Tanaka     | Daisuke Hirakawa             | Bernhard Völger    |
| Satō            | Hōchū Ōtsuka                 | Uwe Jellinek       |
| Tosaki          | Takahiro Sakurai             | Sven Gerhardt      |
| Eriko Nagai     | Aya Suzaki                   | Anna Gamburg       |
| Ikuya Ogura     | Hiroyuki Kinoshita           | Tim Moeseritz      |

## Erfolg
2014 wurde die Serie für den Osamu-Tezuka-Kulturpreis in der Kategorie „Leser-Preis“ nominiert, im gleichen Jahr erfolgte die Nominierung für den Kōdansha-Manga-Preis in der Kategorie „Seinen“. Die Sammelbände 5 und 6 verkauften sich in den ersten Wochen über 250.000-mal in Japan. Der vierte Band wurde bereits in einer Erstauflage von 520.000 Exemplaren gedruckt.